# Stanitsa
El término stanitsa (en ruso стани́ца; en ucraniano: станиця, stanytsia) hace referencia a dos conceptos relacionados con el pueblo cosaco:
- Entre los siglos XV y XVII, se conocía como stanitsa a un destacamento de varias unidades de tropas cosacas que incluían familias y propiedades. Uno o varios campamentos, fortificados y militarmente protegidos.[1]
- A partir del siglo XVII y en la Rusia actual, stanitsa es el nombre de cualquier gran poblado cosaco rural que reúne más de un poblado (jútor), habitado de manera compacta principalmente por cosacos de origen. La población de una stanitsa a veces es superior a la de los habitantes de una pequeña ciudad.[2] Por ejemplo, la stanitsa Ordzhonikídzevskaya cuenta con 65.100 habitantes (censo de 2002). A su vez, una stanitsa forma parte del yurt (definición territorial geográfica cosaca tradicional). Un yurt incluye todas las stanitsas y jútores cosacos dentro del mismo límite territorial, administrativo y jurídico.